# Maggie Vessey
Maggie Vessey (Soquel, 23 dicembre 1981) è una mezzofondista statunitense, specializzata negli 800 metri piani.
Ha rappresentato gli Stati Uniti d'America ai Campionati del mondo di atletica leggera di Berlino 2009 e  Taegu 2011, dove si è classificata al sesto posto con il tempo di 1'58"60; la sua miglior prestazione in carriera sugli 800 metri è di 1'57"84.

## Biografia
Mentre ancora gareggiava per l'università della California, Maggie Vessey vince per due volte il titolo Big West Conference sulla distanza degli 800 metri. Termina invece seconda sugli 800 metri a campionati NCAA del 2005.
Per tutta l'annata 2006 l'atleta, infortunatasi, non può allenarsi e non partecipa dunque a nessuna manifestazione. Un anno più tardi torna a correre ma i tempi stabiliti sono ancora lontani dai migliori, infatti corre in 2'11".
Ai trials olimpici statunitensi del 2008, la Vessey termina al quinto posto nella sua specialità, con il tempo di 2'02"01. A giugno 2009 la statunitense è una vincitrice a sorpresa nel meeting dell'Oregon Prefontaine Classic con il crono di 2'00"18. Il direttore della manifestazione disse che l'atleta "era arrivata all'ultimo momento ed iscrittasi all'ultima occasione utile". Alla gara partecipava anche la medaglia d'oro olimpica Pamela Jelimo.
La Vessey continua la sua serie impressionante di risultati durante il 2009; al meeting del Principato di Monaco Herculis, vince la prova con il record personale: 1'57"84. In quel momento il crono appena stabilito era anche la miglior prestazione mondiale stagionale e le era valso anche come settima miglior prestazione della storia di un'atleta statunitense. Questa prestazione fa guadagnare alla ventottenne il posto nella squadra nazionale per i mondiali di atletica a Berlino. Inoltre termina al quarto posto la prova dei campionati nazionali e ha dovuto andare sotto la soglia dei 2 minuti per guadagnarsi il minimo "A".
Ai mondiali di Berlino 2009, Maggie Vessey finisce la sua gara al settimo posto nel turno semifinale con il modesto tempo di 2'03"55. Dopo diverse partecipazioni a meeting internazionali durante il corso del 2010, comprese le prove della Diamond League, Maggie Vessey torna nel 2011 a far segnare nuovamente dei tempi convincenti e approda ai mondiali asiatici di Taegu. Nella prova degli 800 metri termina al sesto posto, migliorando il primato stagionale, con 1'58"50, ed il risultato conseguito due anni prima. In questa stagione Rose Monday è diventata la sua nuova allenatrice.

## Progressione

### 800 metri piani
| Stagione | Tempo   | Luogo      | Data      | Rank. Mond. |
| -------- | ------- | ---------- | --------- | ----------- |
| 2013     | 2'01"02 | Des Moines | 21-6-2013 | 60ª         |
| 2012     | 1'59"61 | Zagabria   | 4-9-2012  | 37ª         |
| 2011     | 1'58"50 | Taegu      | 4-9-2011  | 15ª         |
| 2010     | 1'59"00 | Lignano    | 18-7-2010 | 18ª         |
| 2009     | 1'57"84 | Monaco     | 28-7-2009 | 2ª          |
| 2008     | 2'02"01 | Eugene     | 30-6-2008 | 82ª         |
| 2005     | 2'03"10 | Sacramento | 11-6-2005 | 124ª        |

## Palmarès
| Anno | Manifestazione | Sede    | Evento      | Risultato  | Prestazione | Note                                                |
| ---- | -------------- | ------- | ----------- | ---------- | ----------- | --------------------------------------------------- |
| 2009 | Mondiali       | Berlino | 800 m piani | Semifinale | 2'03"55     |                                                     |
| 2011 | Mondiali       | Taegu   | 800 m piani | 4ª         | 1'58"50     | Miglior prestazione personale stagionale            |
| 2015 | World Relays   | Nassau  | 4×800 m     | Oro        | 8'00"62     | Record dei campionati · Record nord-centroamericano |

## Campionati nazionali
2005
- Argento ai campionati NCAA, 800 m piani - 2'03"10

2010
- Argento ai campionati statunitensi, 800 m piani - 2'00"43

2011
- Argento ai campionati statunitensi, 800 m piani - 1'58"86

## Altre competizioni internazionali
2009
- Oro al DécaNation ( Parigi), 800 m piani - 2'02"73
- Argento alla World Athletics Final ( Salonicco), 800 m piani - 2'00"31

2010
- 9ª al Golden Gala ( Roma), 800 m piani - 2'00"73
- 9ª al Prefontaine Classic ( Eugene), 800 m piani - 1'59"90
- 12ª all'Aviva British Grand Prix ( Gateshead), 800 m piani - 2'02"71
- 11ª all'Herculis ( Monaco), 800 m piani - 2'01"85
- 10ª all'Aviva London Grand Prix ( Londra), 800 m piani - 2'01"83

2011
- 9ª al Prefontaine Classic ( Eugene), 800 m piani - 2'00"39

2012
- 4ª all'Adidas Grand Prix ( New York), 800 m piani - 2'00"48
- 4ª all'Aviva British Grand Prix ( Birmingham), 800 m piani - 2'02"01